# Liste der Kulturgüter in Villorsonnens
Die Liste der Kulturgüter in Villorsonnens enthält alle Objekte in der Gemeinde Villorsonnens im Kanton Freiburg, die gemäss der Haager Konvention zum Schutz von Kulturgut bei bewaffneten Konflikten, dem Bundesgesetz vom 20. Juni 2014 über den Schutz der Kulturgüter bei bewaffneten Konflikten sowie der Verordnung vom 29. Oktober 2014 über den Schutz der Kulturgüter bei bewaffneten Konflikten unter Schutz stehen.
Objekte der Kategorien A sind vollständig in der Liste enthalten, Objekte der Kategorie B sind im Gemeindegebiet nicht ausgewiesen, Objekte der Kategorie C fehlen zurzeit (Stand: 1. Januar 2023).

## Kulturgüter
| Foto |                                                                             | Objekt                                                                                      | Kat. | Typ | Standort                                         | Beschreibung |
| ---- | --------------------------------------------------------------------------- | ------------------------------------------------------------------------------------------- | ---- | --- | ------------------------------------------------ | ------------ |
| ja   | Datei hochladen · Wikidata zu Pfarrkirche Saints-Pierre-et-Paul (Q29479279) | Pfarrkirche Saints-Pierre-et-Paul / Église paroissiale Saints-Pierre-et-Paul KGS-Nr.: 10006 | A    | G   | Orsonnens, Chemin de l’Église 21 565990 / 174124 |              |